# Tim Wilkison
Tim Wilkison (Shelby, Carolina del Norte, Estados Unidos; 23 de noviembre de 1959) es un exjugador de tenis estadounidense. En su carrera conquistó 16 torneos ATP y su mejor posición en el ranking de individuales fue Nº23 en septiembre de 1986 y en el de dobles fue N.º 21 en julio de 1989.

## Títulos (16; 6+10)

### Individuales (6)
| N.º | Fecha                   | Torneo                  | Superficie | Oponente en la final | Resultado               |
| --- | ----------------------- | ----------------------- | ---------- | -------------------- | ----------------------- |
| 1.  | 18 de diciembre de 1978 | Sídney, Australia       | Hierba     | Kim Warwick          | 6–3, 6–3, 6–7, 3–6, 6–2 |
| 2.  | 1 de enero de 1979      | Auckland, Nueva Zelanda | Dura       | Peter Feigl          | 6–3, 4–6, 6–4, 2–6 6–2  |
| 3.  | 14 de diciembre de 1981 | Sídney, Australia       | Hierba     | Chris Lewis          | 6–4, 7–6, 6–3           |
| 4.  | 11 de enero de 1982     | Auckland, Nueva Zelanda | Dura       | Russell Simpson      | 6–4, 6–4, 6–4           |
| 5.  | 22 de octubre de 1984   | Viena, Austria          | Dura (I)   | Pavel Složil         | 6–1, 6–1, 6–2           |
| 6.  | 18 de marzo de 1995     | Nancy, Francia          | Dura       | Slobodan Živojinović | 4–6, 7–6, 9–7           |

### Finalista (9)
| N.º | Fecha | Torneo                  | Superficie    | Oponente en la final | Resultado               |
| --- | ----- | ----------------------- | ------------- | -------------------- | ----------------------- |
| 1.  | 1977  | Auckland, Nueva Zelanda | Hierba        | Vijay Amritraj       | 7–6, 5–7, 6–1, 6–2      |
| 2.  | 1980  | Auckland, Nueva Zelanda | Dura          | John Sadri           | 6–4, 3–6, 6–3, 6–4      |
| 3.  | 1980  | Maui, EE. UU.           | Dura          | Eliot Teltscher      | 7–6, 6–3                |
| 4.  | 1981  | Auckland, Nueva Zelanda | Dura          | Bill Scanlon         | 6–7, 6–3, 3–6, 7–6, 6–0 |
| 5.  | 1984  | North Conway, EE. UU.   | Tierra batida | Joakim Nyström       | 6–2, 7–5                |
| 6.  | 1984  | Basilea, Suiza          | Dura (i)      | Joakim Nyström       | 6–3, 3–6, 6–4, 6–2      |
| 7.  | 1986  | Atlanta, EE. UU.        | Moqueta       | Kevin Curren         | 7–6, 7–6                |
| 8.  | 1986  | Newport, EE. UU.        | Hierba        | Bill Scanlon         | 7–5, 6–4                |
| 9.  | 1987  | Bristol, Inglaterra     | Hierba        | Kelly Evernden       | 6–4, 7–6                |

### Dobles (10)
| N.º | Fecha | Torneo                  | Superficie    | Pareja           | Oponentes en la final              | Resultado     |
| --- | ----- | ----------------------- | ------------- | ---------------- | ---------------------------------- | ------------- |
| 1.  | 1980  | Mánchester, Inglaterra  | Hierba        | John Sadri       | Dennis Ralston Roscoe Tanner       | 6–7, 7–5, 6–2 |
| 2.  | 1981  | Auckland, Nueva Zelanda | Dura          | Ferdi Taygan     | Tony Graham Bill Scanlon           | 7–5, 6–1      |
| 3.  | 1981  | Viena, Austria          | Dura (i)      | Steve Denton     | Sammy Giammalva Jr Fred McNair     | 7–5, 6–4      |
| 4.  | 1984  | Treviso, Italia         | Tierra batida | Pavel Složil     | Jan Gunnarsson Sherwood Stewart    | 7–5, 6–3      |
| 5.  | 1986  | Newport, EE. UU.        | Hierba        | Vijay Amritraj   | Eddie Edwards Francisco González   | 4–6, 7–5, 7–6 |
| 6.  | 1987  | Viena, Austria          | Dura (i)      | Mel Purcell      | Emilio Sánchez Javier Sánchez      | 6–3, 7–5      |
| 7.  | 1988  | Rye Brook, EE. UU.      | Dura          | Andrew Castle    | Jeremy Bates Michael Mortensen     | 4–6, 7–5, 7–6 |
| 8.  | 1988  | Scottsdale, EE. UU.     | Dura          | Scott Davis      | Rick Leach Jim Pugh                | 6–4, 7–6      |
| 9.  | 1989  | Bristol, Inglaterra     | Hierba        | Paul Chamberlain | Mike De Palmer Gary Donnelly       | 7–6, 6–4      |
| 10. | 1989  | Livingston, EE. UU.     | Dura          | Tim Pawsat       | Kelly Evernden Sammy Giammalva Jr. | 7–5, 6–3      |

### Finalista en dobles (14)
| N.º | Fecha | Torneo                    | Superficie    | Pareja          | Oponentes en la final              | Resultado     |
| --- | ----- | ------------------------- | ------------- | --------------- | ---------------------------------- | ------------- |
| 1.  | 1979  | North Conway, EE. UU.     | Tierra batida | John Sadri      | Ion Ţiriac Guillermo Vilas         | 6–4, 7–6      |
| 2.  | 1980  | Auckland, Nueva Zelanda   | Dura          | John Sadri      | Peter Feigl Rod Frawley            | 6–2, 7–5      |
| 3.  | 1980  | Melbourne, Australia      | Moqueta       | John Sadri      | Fritz Buehning Ferdi Taygan        | 6–1, 6–2      |
| 4.  | 1982  | Taipéi, Taiwán            | Moqueta       | Fred McNair     | Larry Stefanki Robert Van't Hof    | 6–3, 7–6      |
| 5.  | 1984  | Bari, Italia              | Tierra batida | Marcel Freeman  | Stanislav Birner Libor Pimek       | 2–6, 7–6, 6–4 |
| 6.  | 1984  | Basilea, Suiza            | Dura (i)      | Stefan Edberg   | Pavel Složil Tomáš Šmíd            | 7–6, 6–2      |
| 7.  | 1984  | Toulouse, Francia         | Dura (i)      | Pavel Složil    | Jan Gunnarsson Michael Mortensen   | 6–4, 6–2      |
| 8.  | 1985  | Basilea, Suiza            | Dura (i)      | Mark Dickson    | Tim Gullikson Tom Gullikson        | 4–6, 6–4, 6–4 |
| 9.  | 1987  | Los Ángeles, EE. UU.      | Dura          | Brad Gilbert    | Kevin Curren David Pate            | 6–3, 6–4      |
| 10. | 1988  | Masters de Canadá, Canadá | Dura          | Andrew Castle   | Ken Flach Robert Seguso            | 7–6, 6–3      |
| 11. | 1988  | San Francisco, EE. UU.    | Moqueta       | Scott Davis     | John McEnroe Mark Woodforde        | 6–4, 7–6      |
| 12. | 1988  | Johannesburgo, Sudáfrica  | Dura (i)      | Gary Muller     | Kevin Curren David Pate            | 7–6, 6–4      |
| 13. | 1989  | Memphis, EE. UU.          | Dura (i)      | Scott Davis     | Paul Annacone Christo van Rensburg | 7–6, 6–7, 6–1 |
| 14. | 1989  | Río de Janeiro, Brasil    | Moqueta       | Patrick McEnroe | Jorge Lozano Todd Witsken          | 2–6, 6–4, 6–4 |